# Beaubray
Beaubray ist eine französische Gemeinde mit 338 Einwohnern (Stand: 1. Januar 2022) im Département Eure in der Region Normandie. Sie gehört zum Arrondissement Évreux und zum Kanton Conches-en-Ouche sowie zum Gemeindeverband Pays de Conches. Die Einwohner werden Beaubraysiens genannt.

## Geografie
Beaubray liegt etwa 21 Kilometer südwestlich von Évreux. Umgeben wird Beaubray von den Nachbargemeinden Conches-en-Ouche im Norden, Nagel-Séez-Mesnil im Osten und Nordosten, Chambois im Süden und Südosten, Le Lesme im Westen sowie Sainte-Marthe im Nordwesten.

## Bevölkerungsentwicklung
| Jahr      | 1962 | 1968 | 1975 | 1982 | 1990 | 1999 | 2006 | 2016 |
| Einwohner | 215  | 227  | 252  | 222  | 254  | 266  | 277  | 320  |

Quelle: INSEE

## Sehenswürdigkeiten

Kirche Notre-Dame

- Kirche Notre-Dame
- Kapelle Tourlaville